# Beppo Beyerl
Beppo Beyerl (* 16. November 1955 in Wien-Hadersdorf) ist ein österreichischer Schriftsteller.

## Leben
Beppo Beyerl maturierte am Wiener Schottengymnasium und studierte Slawistik und Publizistik in Wien. Er schreibt Bücher sowie Reportagen in Wiener Tageszeitungen über Tschechien, Polen und Russland. „Ich habe drei Heimaten“, erzählt Beppo Beyerl. „Einmal meine tatsächliche Heimatstadt, nämlich Wien, die zweite Heimat ist Südböhmen, und dann folgt der istrische Karst“. Im Jahr 2013 marschierte er von Wien nach Triest. Er ist Mitglied des Österreichischen Schriftstellerverbandes, der Grazer Autorenversammlung, der Autorenvereinigung Die Kogge und des Literaturkreises Podium. Er arbeitete als freier Autor ab 1983 in Wien-Hernals, von 1992 bis 1999 in Dobersberg im Waldviertel und seit 1999 in Wien-Meidling.

## Werke
- mit Klaus Hirtner, Gerald Jatzek: Flucht. Reportagen aus subjektiver Sicht. Verlag Jungbrunnen, Wien 1991, ISBN 3-7026-5646-4.
- Eckhausgeschichten. Neuer Breitschopf-Verlag, Wien 1992, ISBN 3-7004-0191-4.
- mit Gerald Jatzek und Klaus Hirtner: Wienerisch. Das andere Deutsch. Rump Verlag, Lingen (Ems) 1995, ISBN 3-89416-269-4; 6., erweiterte und überarbeitete Auflage, Reise Know-how Verlag Peter Rump, Bielefeld 2006; 11., neu bearbeitete Auflage ebenda 2019, ISBN 978-3-8317-6548-5.
- Die Wiener Krankheit. Ein Tagebuch. Resistenz Verlag, Linz 2000, ISBN 3-85285-056-8.
- Geschichten aus dem Abseits. 19 Streifzüge von Ost nach West. Verlag der Theodor Kramer Gesellschaft, Wien 2001, ISBN 3-901602-14-3.
- Die Beneš-Dekrete. Zwischen tschechischer Identität und deutscher Begehrlichkeit. Promedia Verlag, Wien 2002, ISBN 3-85371-194-4.
- Hüben und Drüben: Geschichten von Grenzgängern Sonderzahl Verlag, Wien 2006, ISBN 978-3-85449-259-7.
- Als das Lügen noch geholfen hat. Roman, Molden-Verlag, Wien 2007, ISBN 978-3-85485-215-5.
- Wiener Reportagen: Band 1: Einst & Heute. edition moKKa, Wien 2008, ISBN 978-3-902693-03-7.
- Wiener Reportagen: Band 2: Wege. edition moKKa, Wien 2009, ISBN 978-3-902693-08-2.
- Der Naschmarkt. Wege durch Wiens kulinarisches Herz. edition moKKa, Wien 2009, ISBN 978-3-902693-22-8.
- Achtung Staatsgrenze. Auf den Spuren des „Eisernen Vorhanges“. Löcker Verlag, Wien 2009, ISBN 978-3854095224.
- mit Gerald Jatzek, Manfred Chobot: Der Hund ist tot. Grätzelgeschichten aus 24 Wiener Bezirken. Löcker Verlag, Wien 2012, ISBN 978-3-85409-617-7.
- Die Straße mit 7 Namen. Von Wien nach Triest. Löcker-Verlag, Wien 2013, ISBN 978-3-85409-650-4.
- mit Manfred Chobot: Die Straßen des vergänglichen Ruhms. Dichter auf dem Wiener Stadtplan. Löcker-Verlag, Wien 2014, ISBN 978-3-85409-709-9.
- 26 Verschwindungen, von Arbeiterzeitung bis Ziegelbehm. Löcker-Verlag, Wien 2014, ISBN 978-3-85409-729-7.
- Na Pivo mit Bohumil Hrabal und Jaroslav Hašek. Eine mährisch-böhmische Bierreise, Löcker, 2016, ISBN 978-3-85409-808-9
- Es wird a Wein sein. Streifzüge durch die Wiener Weindörfer. Edition Winkler-Hermaden, Schleinbach 2017, ISBN 978-3-9504383-7-6.
- mit Thomas Hofmann: Die Stadt von gestern. Entdeckungsreise durch das verschwundene Wien. Styria Verlag, Wien 2018, ISBN 978-3-222-13610-8.
- mit Thomas Hofmann: Wien entdecken mit der Bim. Styria Verlag, Wien 2019, ISBN 978-3-222-13623-8.
- als Hrsg. mit Thomas Kohlwein: Europa Erlesen Brno / Brünn. Wieser Verlag, Klagenfurt/Celovec 2019, ISBN 978-3-9902935-0-8.
- mit Thomas Hofmann: Die Dörfer von Wien. Geschichten einst und jetzt. Braumüller Verlag, 2. Auflage, Wien 2022, ISBN 978-3-99100-334-2.
- Mord im Lainzer Tiergarten. Gmeiner Verlag, Meßkirch 2022, ISBN 978-3-839-20176-3.
- Die bösen Buben von Wien: Gauner, Strizzis und Hallodris. Styria Verlag, September 2022, ISBN 978-3222136665

## Auszeichnungen
- 2003 Feldkircher Lyrikpreis